# Milan Holubář
Milan Holubář (9. června 1926, Brno – 27. srpna 1992, Třebíč) byl český herec. Jeho manželkou byla Anna Ferencová, jeho bratrancem byl Josef Styx.

## Biografie
Milan Holubář se narodil v roce 1926 v Brně, během druhé světové války začínal jako herec v Kašpárkově divadle a kočovné Secově divadelní společnosti, v roce 1945 pak nastoupil na Státní konzervatoř v Brně, kterou absolvoval v roce 1948. V témže roce nastoupil na hostování do Hanáckého divadla v Přerově a následně na dva roky do Karlových Varů do Městského oblastního divadla. V roce 1950 odešel do Pardubic, kde nastoupil do Východočeského divadla v Pardubicích, tam působil do roku 1967. V roce 1968 odešel zpět do Brna, kde nastoupil do Satirického divadla Večerního Brna.
Věnoval se primárně divadelnímu herectví, občasně i divadelní režii a filmovému herectví. Hrál v několika filmech Karla Kachyni, Martina Friče a dalších režisérů.